# Mind Games/Meat City
Mind Games/Meat City è un singolo discografico di John Lennon pubblicato nel 1973 e proveniente dall'omonimo album.

## Descrizione

### Mind Games
La canzone trae ispirazione dall'omonimo libro di Robert Masters e Jean Houston, che ha sottolineato la potenza del cervello umano per indurre diversi stati di coscienza, senza l'ausilio di sostanze esterne.
In origine il brano si intitolava Make Love, Not War, ed era destinata a diventare uno degli inni pacifisti di Lennon. Ritenendo che nel 1973 lo slogan "fate l'amore, non fate la guerra" fosse ormai troppo abusato, Lennon decise di cambiare il titolo e la tematica della canzone. Rimangono tracce di quello che avrebbe dovuto essere il ritornello originale nella coda sfumata verso la fine del brano, dove si sente Lennon cantare «I want you to make love, not war» al posto della strofa «We're playing those mind games together».

#### Cover
Nel 1995, la canzone è stata registrata da George Clinton per l'album tributo a John Lennon Working Class Hero: A Tribute to John Lennon.
Nel 2001, il brano è stato eseguito da Kevin Spacey durante il concerto Come Together: A Night for John Lennon's Words and Music.
La band irlandese Hal ha reinterpretato Mind Games per un CD accluso al mensile Q nel 2005.
Nel 2006, il gruppo rock tedesco MIA., e la band australiana degli Eskimo Joe, hanno reinterpretato il brano per il progetto Make Some Noise in supporto a Amnesty International.
Nel 2007, la versione di Gavin Rossdale è apparsa sul disco Instant Karma: The Amnesty International Campaign to Save Darfur come traccia bonus scaricabile da iTunes.
Nell'aprile 2009, una versione di Mind Games registrata da Sinéad O'Connor durante gli anni novanta, è riapparsa come traccia bonus nell'edizione deluxe del suo secondo album I Do Not Want What I Haven't Got.

## Tracce
Testi e musiche di John Lennon.
1. Mind Games – 4:13
2. Meat City – 2:45